# Politischer Katholizismus
Der politische Katholizismus ist eine Weltanschauung, die die Glaubenslehren der römisch-katholischen Kirche zur Grundlage für politische Entscheidungen macht und die Interessen der Katholiken politisch durchzusetzen versucht.
Die Bewegung war in ihrer strikt konfessionellen Ausrichtung in Deutschland vor allem im 19. und frühen 20. Jahrhundert aktiv. Die Deutsche Zentrumspartei (auch Zentrum) bzw. Bayerische Volkspartei bildete ihren parteipolitischen Arm. Die CDU wurde nach Gründung der Bundesrepublik Deutschland als überkonfessionelle, christlich ausgerichtete Partei gegründet. Die Zentrumspartei konnte hingegen keine Bindungskraft mehr entwickeln und sank zur Splitterpartei herab.
In den romanischen Staaten Westeuropas und in Lateinamerika stand der politische Katholizismus oft Parteien nahe, die rechts der katholisch geprägten Parteien Deutschlands und Italiens eingeordnet wurden. In Lateinamerika hat sich jedoch auch die links zu verortende Befreiungstheologie etabliert.

## Programm
Grundforderung des politischen Katholizismus ist die Gestaltung von Staat und Gesellschaft entsprechend der christlichen, insbesondere katholischen Soziallehre, bezogen vor allem auf die Naturrechtslehre des Thomas von Aquin. Ursprung des menschlichen Individuums und der Gesellschaft ist demnach der göttliche Schöpfungsplan. Funktionsprinzip dieser Gesellschaft ist das Subsidiaritätsprinzip, dem zufolge der Mensch sein Leben zunächst selbst gestalten muss. Erst wenn er dazu nicht in der Lage ist, muss die jeweils nächsthöhere Ebene (von der Familie über die Gemeinde bis zum Staat) helfend eingreifen.

## Geschichte
Im Mittelalter standen politische und kirchliche Macht in einem engen, sich gegenseitig begründenden und stützenden Verhältnis (Zwei-Schwerter-Theorie). Auch die Reformation änderte daran nicht viel. Mit der Säkularisation im Rahmen des Reichsdeputationshauptschlusses wurden 1803 nahezu alle geistlichen Fürstentümer aufgehoben. Zudem breiteten sich nach der Französischen Revolution die Ideen der Trennung von Religion und Staat sowie der Religionsfreiheit aus. Mit diesen Entwicklungen lösten sich insbesondere in den katholischen Gebieten die Einheit von Kirche und Staat und damit ein großer Teil der kirchlichen Machtposition auf.
In den protestantischen Regionen nahmen die Landesherren durch das System der Landeskirchen erheblichen Einfluss auf das Kirchenwesen. Da die katholische Kirche jedoch übernational verfasst ist und Papst und Kurie weiterhin an ihrem Herrschaftsanspruch über die Kirche und in religiös-weltanschaulichen Fragen über die Angehörigen der Kirche festhielten, gleichzeitig die weltlichen Herrscher auch im katholischen Bereich zunehmend Einfluss auf ebendiese Belange auszuüben versuchten, kam es zu zahlreichen Konflikten zwischen katholischer Kirche und weltlichen Herrschern.

### Deutschland

#### Anfänge
Bereits im Vormärz begannen sich Katholiken in politischen Vereinen zu organisieren, was unter anderem im Königreich Preußen ausdrücklich verboten war. Die Ideen des französischen Priesters Félicité de Lamennais, die eine Verbindung von Katholizismus und Demokratie für möglich erklärten, wurden vom Vatikan in den 1830er Jahren jedoch als Irrlehre abgelehnt. In Belgien trugen 1830 politisch organisierte Katholiken wesentlich die Nationalbewegung mit.
Einen Mobilisierungsschub für die katholische Bevölkerung in Deutschland stellte der Kölner Kirchenstreit von etwa 1830 bis 1840 dar. In der Auseinandersetzung um kirchliche Kompetenzen an Hochschulen und um konfessionelle Mischehen führte vor allem die Verhaftung des Kölner Erzbischofs Clemens August Droste zu Vischering 1837 zur verstärkten katholischen Vereinsbildung, insbesondere im Rheinland. Mit Hilfe dieser Vereine versuchten die Katholiken, ihren Interessen gegenüber dem Staat größeren Nachdruck zu verleihen. Zudem schlossen sich Kleriker und Laien im Rahmen des Ultramontanismus stärker an die Kirchenzentrale in Rom an, wohingegen zuvor die deutschen Bistümer ihre Eigenständigkeit betont hatten. Vordenker des politischen Katholizismus in dieser frühen Phase war Joseph Görres.

#### Revolution von 1848
Als in der Deutschen Revolution 1848/49 zahlreiche politische Freiheitsrechte, darunter das Recht auf freie Meinungsäußerung, Presse-, Versammlungs- und Vereinsfreiheit gefordert und teilweise auch durchgesetzt wurden, nutzten auch die Katholiken diese Möglichkeiten. Eine Welle von katholischen Vereinsgründungen erfasste die deutschen Länder, darunter nicht nur politische, sondern unter anderem auch katholische Arbeiter-, Frauen- und Gesangvereine. Die politischen Vereine begannen sich, allerdings meist erst nach 1849 als Piusvereine zu formieren.
In der Frankfurter Nationalversammlung schlossen sich entschieden politisch-katholische Abgeordnete zum „katholischen Klub“ zusammen. Katholische Fraktionen im preußischen und anderen Landtagen waren ebenfalls meist lose und kurzlebige Zusammenschlüsse, die zudem Schwierigkeiten hatten, sich auf verbindliche politische Programm zu einigen. Programmatisch sahen sich die politischen Vertreter des Katholizismus mehreren Problemen gegenüber: Grundsätzlich sahen sie sich meist als staatstragende Kraft an, versuchten aber den staatlichen Einfluss auf die Kirche zu begrenzen. Damit standen sie in Konflikt mit den Landesherren und dem konservativen Lager. Da der Liberalismus den Einfluss der Religion aus Staat und Gesellschaft tilgen wollte, kam es auch mit dieser Bewegung häufig zu Auseinandersetzungen.

#### Reichsgründung und Kulturkampf
In der Reaktionsära nach 1848 wurde auch das Wirken des politischen Katholizismus durch die staatliche Obrigkeit eingeschränkt, wenn seine Organisationen auch meist nicht mehr grundsätzlich verboten waren. Wichtigster Fürsprecher katholischer Einflussnahme auf die Politik in dieser Epoche war der Mainzer Bischof Wilhelm Emmanuel von Ketteler. In den 1860er Jahren begannen neue Zusammenkünfte politisch aktiver Katholiken. Zwischen 1852 und 1867 existierte im preußischen Abgeordnetenhaus eine Katholische Fraktion. Die verschiedenen Ansätze mündeten 1870 in der Gründung der Zentrumspartei. Sie wurde, zunächst im preußischen Landtag und nach der Reichsgründung 1871 im Reichstag, die Trägerin des politischen Katholizismus und sollte es bis 1933 bleiben. Mit dem Soester Programm entstand 1870 zudem erstmals ein Dokument, das verbindliche Ziele des politischen Katholizismus formulierte.
Das Zentrum befand sich zunächst in Opposition zu Bismarck und erlebte mit dem Kulturkampf von 1871 bis 1878 die bis dahin schärfste Auseinandersetzung mit dem Staat. Allerdings führte dies auch zu einer größeren Geschlossenheit der katholischen Bevölkerung und Wählerschaft um ihre politischen Vertreter. 1874 erzielte das Zentrum bei den Reichstagswahlen mit rund 28 Prozent sein höchstes Ergebnis. Von 1881 bis 1912 stellte es die größte Reichstagsfraktion.

#### Aussöhnung mit dem Staat
Während 1880 bis 1887 verschiedene Milderungsgesetze die staatlichen Zwangsmittel gegen die katholische Kirche und das katholische Vereinswesen abbauten, nahm das Zentrum einen immer regierungsfreundlicheren Kurs ein, was auch mit Bismarcks wirtschaftspolitischen Wendung zum Protektionismus zusammenhing. Nach der Entlassung Bismarcks 1890 wurde das Zentrum zur wichtigsten Stütze der jeweiligen Reichsregierung.
Das Zentrum vereinigte einen großen Teil der deutschen Katholiken, unabhängig von der jeweiligen sozialen Stellung. Dies führte dazu, dass sich die Partei zunächst schwer tat, ein Programm zu entwickeln, das über die Verteidigung religiöser Rechte hinausging. Im Rahmen des Entstehens einer katholischen Soziallehre (Enzyklika Rerum novarum, 1891) begann das Zentrum jedoch sein Profil in diesem Politikfeld zu stärken, nicht zuletzt als Gegenangebot zur Sozialdemokratie.
1890 entstand der Volksverein für das katholische Deutschland, der die katholische Soziallehre in den Mittelpunkt seines Wirken stellte und bis 1914 auf 805.000 Mitglieder anwuchs. Ab 1860 gab es Versuche zur Gründung von katholischen Gewerkschaften. 1901 entstand ein Dachverband, in dem sich sowohl katholische als auch protestantische Gewerkschaften zusammenschlossen. Gegenüber den sozialistischen Gewerkschaften blieb ihre Bedeutung aber gering. Bedeutender waren die katholischen Arbeitervereine, die bis zum Ersten Weltkrieg auf mehr als eine Million Mitglieder anwuchsen.
Die wachsende Bedeutung der teilweise demokratisch ausgerichteten Arbeiterschaft innerhalb des politischen Katholizismus führte allerdings auch zu inneren Konflikten mit den starken monarchisch-konservativen und agrarischen Flügeln. Sogar eine Öffnung gegenüber Protestanten wurde im Zentrumsstreit ab 1906 diskutiert.

#### Das 20. Jahrhundert
Im Rahmen des Burgfriedens unterstützte das Zentrum die deutsche Kriegspolitik im Ersten Weltkrieg, befürwortete ab 1917 aber mehrheitlich einen Verhandlungsfrieden.
In der Weimarer Republik koalierte das Zentrum mit nahezu allen anderen Parteien, stellte damit einen stabilisierenden Faktor dar und betrieb im Übrigen vor allem den Ausbau des Sozialstaats. In dieser Machtposition und unter den freiheitlichen Bedingungen der Demokratie konnte das Zentrum umfangreiche kirchliche und schulische Freiheitsrechte durchsetzen. In Bayern hatte sich 1918 mit der Bayerischen Volkspartei (BVP) eine Abspaltung des Zentrums gebildet.
In der Spätphase der Republik positionierte das Zentrum sich zunehmend konservativ. Die Zentrumsfraktion im Reichstag stimmte geschlossen für das Ermächtigungsgesetz vom 24. März 1933. Unter Druck des NS-Regimes löste sich das Zentrum am 5. Juli 1933 – 15 Tage vor Abschluss des Reichskonkordats zwischen Vatikan und Hitlerdeutschland – selbst auf. Der Volksverein für das katholische Deutschland wurde ebenfalls 1933 verboten.
Das katholische Milieu gilt als lange Zeit resistent gegen den Nationalsozialismus. Widerständiges Verhalten beschränkte sich jedoch wie beim Kreuzkampf meist auf Abwehr von Angriffen gegen die Kirche. Auch wenn eigene Widerstandsgruppen nicht gebildet wurden, so wirkten doch Josef Müller und andere katholische Politiker im Widerstand gegen den Nationalsozialismus mit.
Nach 1945 übernahm die CDU bzw. in Bayern die CSU weitgehend das katholisch-konservative Klientel. Sie verstanden sich jedoch beide als überkonfessionelle Sammlungsparteien und schlossen neben konservativen und christlich-sozialen auch liberale Elemente ein. Dessen ungeachtet wurde die Ansicht vertreten, dass in den Anfangsjahren der Bundesrepublik das katholische Element in der CDU ein klares Übergewicht besessen hätte, welches erst später – auch unter dem Einfluss der antiklerikalen Kritik aus der Opposition – zurückgedrängt werden konnte. Die nach Kriegsende wiedergegründete Zentrumspartei kam über eine marginale Bedeutung nicht mehr hinaus.

### Frankreich
Der Politische Katholizismus in Frankreich stand im 19. Jahrhundert traditionell royalistischen und antirepublikanischen Kreisen nahe und war auch Träger des Antisemitismus. Vergleichsweise progressiv war hingegen die 1894 von dem damals erst 21-jährigen Marc Sangnier ins Leben gerufene Bewegung Le Sillon („Die Furche“), die versuchte, den Katholizismus mit den Werten der französischen Republik zu versöhnen und christlichen Arbeitern eine Alternative zum Materialismus und Antiklerikalismus der Sozialisten zu bieten.
Aufgrund der von rechts-katholischen Kreisen maßgeblich verursachten Dreyfus-Affäre verlor der politische Katholizismus um die Jahrhundertwende stark an Einfluss. Die rechtsextreme Action française (AF) verkörperte ab 1898, geführt von Charles Maurras, eine Kombination aus militantem Katholizismus und integralem Nationalismus. Sie wird von Ernst Nolte als erste Vertreterin des Faschismus, von Zeev Sternhell immerhin als Vorläuferin des Faschismus angesehen. Papst Pius XI. verurteilte die AF 1926 und ließ ihre Zeitung sowie mehrere Schriften Maurras’ auf den Index Librorum Prohibitorum setzen.
Mit dem Gesetz vom 9. Dezember 1905 wurden Kirche und Staat strikt getrennt. In der Folgezeit waren praktisch alle politischen Parteien säkular ausgerichtet. Lediglich die 1924 gegründete, in der politischen Mitte positionierte Parti Démocrate Populaire berief sich auf die katholische Soziallehre und die päpstliche Enzyklika Rerum Novarum. Sie kam aber nur auf etwa 3 % Wähleranteil. Die Laienorganisation Fédération nationale catholique, 1925 durch General Noël de Castelnau gegründet, richtete sich gegen die antiklerikalen Bestrebungen der Linkskoalition und bestand bis zu Beginn des Vichy-Regimes 1940.
Nach Ende des Zweiten Weltkriegs gab es eine einflussreiche christdemokratische, im sozialen Katholizismus verwurzelte Partei, die sich angesichts der vorherrschenden laïcité aber bewusst nicht „katholisch“ und – anders als die christdemokratischen Parteien in den übrigen westeuropäischen Ländern – noch nicht einmal „christlich“, sondern Mouvement républicain populaire („Bewegung der Volksrepublikaner“) nannte. Sie verlor allerdings bereits Anfang der 1950er-Jahre rasch gegenüber dem aufsteigenden Gaullismus an Boden.
Nach dem Zweiten Vatikanum entstand als Gegenbewegung zur Modernisierung der Kirche rund um Marcel Lefebvre der über die Grenzen der Republik hinaus wirkende Katholische Traditionalismus, der auch eine politische Komponente hat. Die 1999 gegründete, der Piusbruderschaft nahestehende Bewegung Civitas unter Führung des Belgiers Alain Escada ist rechtsextrem, katholisch-fundamentalistisch und will den Katholizismus wieder zur Staatsreligion machen. Mit La Manif pour tous hat sich ab 2013 aus der Ablehnung eines gewandelten Familienbildes eine dem Katholizismus zugerechnete Bewegung gebildet, die seit 2015 auch den Status einer Partei hat.

### Italien

#### Königreich
Mit der nationalen Einigung Italiens (Risorgimento) erwuchs auch der politische Katholizismus aus Abwehr gegen die säkular-nationalliberale Politik des 1861 ausgerufenen Königreichs Italien unter Viktor Emanuel II. und seinem Ministerpräsidenten Camillo Graf von Cavour. Dieses betrieb die Säkularisierung und geriet so in Konflikt mit der katholischen Kirche. 1865 gründete sich in Bologna die Associazione cattolica italiana per la difesa della libertà della Chiesa in Italia („Katholischer Verein für die Verteidigung der Freiheit der Kirche in Italien“). Papst Pius IX. erteilte ihr in einem apostolischen Breve vom 4. April 1866 seinen Segen. 1867 gründete sich ebenfalls in Bologna die Società della Gioventù Cattolica („Gesellschaft der katholischen Jugend“). Im Sommer 1870 marschierten italienische Truppen unter König Viktor Emanuel II. fast kampflos im Kirchenstaat ein, entmachteten Pius IX. politisch und proklamierten bald darauf Rom zur Hauptstadt Italiens. (Hauptartikel: Risorgimento#Weitere Entwicklung nach 1870)
Pius IX. reagierte darauf und auf die Aufhebung kirchlicher Privilegien durch das Königreich Italien mit der päpstlichen Bulle Non expedit („Es ist nicht angebracht“). Sie verbot religiösen Katholiken die Teilnahme an Wahlen im italienischen Nationalstaat. Stattdessen organisierten sich katholische Laien im Opera dei congressi e dei comitati cattolici („Kongresswerk“), das sich 1874 in Venedig gründete und sich „unmissverständlich intransigent“, d. h. papsttreu und dem italienischen Staat gegenüber ablehnend, positionierte. Angesichts eines „Krieg[es] gegen die Kirche“ wurde der Staat als Feind betrachtet, mit dem man keine Kompromisse schließen dürfe. Stattdessen wurde eine „christliche Wiedereroberung“ der Gesellschaft gefordert. Liberale Katholiken, die sich mit dem Staat arrangierten, lehnte das „Kongresswerk“ ab. Auf den ersten Blick paradoxerweise war das Opera dei congressi am stärksten in den entwickelten Regionen Norditaliens vertreten, während es in den rückständigeren Regionen Mittel- und Süditaliens (die dem neuen Staat eigentlich ferner standen) kaum eine Rolle spielte.
Papst Pius X. löste das „Kongresswerk“ 1904 auf, um die Spaltung der italienischen Katholiken in „Intransigente“ und Liberale zu überwinden. Stattdessen richtete er mit der Enzyklika Il fermo proposito im folgenden Jahr die Katholische Aktion als Bewegung aller katholischer Laien ein, die sich von Italien aus in alle Welt ausbreitete. Derselbe Papst lockerte 1909 das Verbot der Wahlteilnahme in einem apostolischen Schreiben motu proprio. Daraufhin gründete Graf Vincenzo Gentiloni die Unione Elettorale Cattolica Italiana (U.E.C.I.) als lockeren Zusammenschluss katholischer Politiker.
Aufgrund der Einführung des allgemeinen Wahlrechts für volljährige Männer durch die Regierung Giovanni Giolittis 1912 gewann der politische Katholizismus auch bei Wahlen an Bedeutung. Zuvor hatte ein Zensuswahlrecht gegolten, das nur eine kleine Minderheit aristokratischer und großbürgerlicher Männer an Wahlen teilnehmen ließ, die meist säkular und (national-)liberal eingestellt gewesen waren. Der Liberalismus des Königreichs Italien war aber stets ein Elitenprojekt geblieben, seine Werte waren nicht in der breiten Bevölkerung verankert. Bei der Parlamentswahl 1913 trat jedoch noch keine eigenständige katholische Partei an, sondern die U.E.C.I. empfahl – um einen Sieg der Sozialisten zu verhindern – gemäß dem sogenannten patto Gentiloni die Wahl liberaler Kandidaten. Diese mussten dazu jedoch einem Katalog von sieben Forderungen zustimmten (u. a. Religionsunterricht in staatlichen Schulen, Ablehnung der Legalisierung der Ehescheidung).
Nach Ende des Ersten Weltkriegs wurde dann auf maßgebliches Betreiben des Priesters Luigi Sturzo die Partito Popolare Italiano (PPI) als echte katholische Volkspartei gegründet, die auch als erste christdemokratische Partei überhaupt gilt. Papst Benedikt XV. billigte diese Gründung und hob zur Parlamentswahl im November 1919 das Non expedit der Wahlteilnahme endgültig auf. Die PPI spielte bis zur Machtergreifung der Faschisten eine zentrale politische Rolle. Ihr Programm war in der katholischen Soziallehre verwurzelt, sie wollte aber organisatorisch unabhängig vom katholischen Klerus sein und sowohl konservative als auch eher linksgerichtete Katholiken – Arbeiter, Bauern, Mittelstand und Unternehmer gleichermaßen – ansprechen. Sie lehnte den Totalitarismus sowohl der Kommunisten als auch der Faschisten ab. Während der Herrschaft Benito Mussolinis wurde sie 1926 verboten. Anschließend verhielten sich die meisten katholischen Politiker apolitisch, ab 1943 engagierten sich aber auch viele Katholiken in der Resistenza.

#### Republik
Angesichts des Scheiterns sowohl des elitären Liberalismus als auch des Faschismus und als Gegenpol zum Kommunismus engagierten sich religiöse Katholiken in der Nachkriegszeit politisch besonders intensiv. 1943 wurde die Democrazia Cristiana (DC) gegründet, die die Nachfolge der PPI als katholische und christdemokratische Volkspartei antrat. Da diese im Sinne eines „antifaschistischen Konsenses“ in der unmittelbaren Nachkriegszeit mit Kommunisten und Sozialisten kooperierte und eine Bodenreform befürwortete, stieß sie bei konservativen Eliten und einem Teil des katholischen Klerus zunächst auf Ablehnung, die stattdessen weiter rechts stehende Kräfte wie die „Jedermann-Front“ (L’Uomo qualunque) unterstützten.
Nachdem Alcide De Gasperi 1947 die Koalition mit Kommunisten und Sozialisten aufgekündigt sowie sich eindeutig für die Westbindung Italiens ausgesprochen hatte, genoss die Democrazia Cristiana jedoch die uneingeschränkte Unterstützung des katholischen Lagers und kam auf Wahlergebnisse von über 40 Prozent. Sie dominierte die politische Landschaft Italiens, vereinte wiederum konservative, liberale und gemäßigt linke Flügel und beanspruchte, sowohl Arbeitnehmer wie Arbeitgeber zu vertreten. Die DC zerfiel nach einem großen Korruptionsskandal Anfang der 1990er-Jahre. Seither sind katholische Politiker über zahlreiche verschiedene Parteien zerstreut.

### Spanien
Der politische Katholizismus in Spanien war im 19. Jahrhundert mit dem Carlismus verflochten und stand einem besonders ausgeprägten Antiklerikalismus aufseiten der spanischen Liberalen gegenüber. Der Katholizismus sah sich daher häufig in Opposition zu der von liberalen Politikern abhängigen spanischen Monarchie isabellinischer und alfonsinischer Ausprägung, die antiklerikalen Bestrebungen häufig nachgab, sich aber grundsätzlich um einen Ausgleich mit der katholischen Kirche bemühte. Besonders verschärft trat der Gegensatz zum liberalen Staat in den republikanischen Phasen zutage, in denen es regelmäßig zu von radikalliberalen Politikern geförderten oder angestifteten Volksaufständen und Übergriffen gegen Kirchen, Klerus- und Ordensangehörige sowie zu staatlichen Restriktionen und Verboten kirchlicher Betätigung kam. In dieser Tradition stehend verfolgte auch die Regierung der Zweiten Spanischen Republik eine strikt laizistische Politik, hob Privilegien der Kirche auf, erließ ein Lehrverbot für religiöse Orden und verbot erneut den Jesuitenorden. Militant antiklerikale Volksbewegungen zündeten wiederum Kirchen an und griffen Ordensleute und Priester an. Fast alle katholischen Kreise standen in fundamentaler Opposition zu dieser Republik. Die Confederación Española de Derechas Autónomas, wichtigste Vertreterin des politisch rechten Lagers während dieser Zeit, war im politischen Katholizismus verortet, sie verband christlich-konservative mit antirepublikanischen und faschismusähnlichen Elementen.
Nach seiner Machtergreifung im Spanischen Bürgerkrieg 1936 erklärte Francisco Franco den sogenannten Nationalkatholizismus zur Staatsideologie und drängte 1937 die carlistische Comunión Tradicionalista zur Fusion mit der faschistisch-nationalsyndikalistischen Falange Española de las JONS. Als staatstragende Parteiorganisation des franquistischen Staates formte Franco damit die auf seine Person ausgerichteten und ideologisch selbstwidersprüchlichen F.E.T. y de las JONS – auch Movimiento Nacional genannt. Er stützte seine Herrschaft auch auf wesentliche Teile des katholischen Klerus. Eine bedeutende Rolle für die Zusammenarbeit zwischen Katholiken und dem nationalspanischen Einheitsstaat spielte zudem die in den 1950er Jahren nach politischem Einfluss strebende katholische Laienorganisation Opus Dei, deren Führung dem politischen Katholizismus traditioneller Prägung allerdings ablehnend gegenüberstand. Erst nach Francos Tod 1975 bildeten sich nennenswerte Parteien, die eine christlich-katholische Politik mit dem Bekenntnis zur Demokratie verbanden, namentlich die christdemokratische Volksdemokratische Partei. Sie verschmolz 1989 mit der von früheren Exponenten des Franco-Regimes bestimmten Alianza Popular und weiteren, kleineren Parteien zur konservativen spanischen Volkspartei.

### Lateinamerika
Nachdem der Katholizismus in Lateinamerika lange den bestehenden und traditionell meist weniger demokratischen Herrschafts- und Besitzstrukturen nahestand, entwickelte sich dort in der zweiten Hälfte des 20. Jahrhunderts mit der Befreiungstheologie eine Gegenbewegung, zu deren bekanntesten Vertretern der als Märtyrer seliggesprochene Óscar Romero zählt.
In der katholischen Soziallehre verwurzelte Parteien waren bzw. sind unter anderem die Falange Nacional in Chile (die trotz ihres Namens kaum Gemeinsamkeiten mit dem spanischen Falangismus hatte und aufgrund ihres progressiven Wirtschafts- und Sozialprogramms in Konflikt mit dem hohen katholischen Klerus stand) und die aus ihr hervorgegangene Partido Demócrata Cristiano de Chile; die Partido Republicano Nacional und ihre Nachfolgeparteien des Calderonismo in Costa Rica; die konservative Partido Social Cristiano und die eher linke Democracia Popular in Ecuador; die Partido Demócrata Cristiano in El Salvador; die Partido Popular Cristiano in Peru; sowie das COPEI in Venezuela.